# فخذ

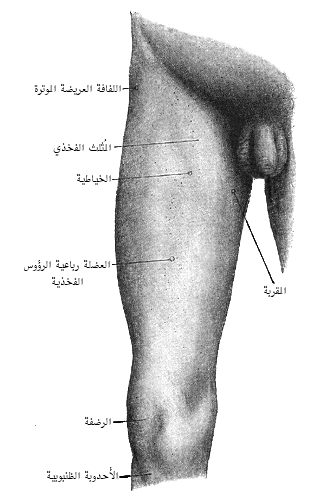
الفخذ

الفَخْذ هو الجزء الذي يصل بين جذع الإنسان وركبته. وفي علم التشريح يصنف مع الطرف السفلي. ويكون فيه عادة تجمع كبير من اللحم.
يوجد بالفخذ عظمة واحدة وهي عظمة الفخذ، وهي أكبر وأقوى عظمة في الهيكل العظمي للإنسان. وعضلات الفخذ تسمى الكاذة والكاذ والحاذ والربلة.

## أجزاء الفخذ
في القطاع العرضي لجزء من فخذ الإنسان، يظهر الفخذ منقسما لثلاث أجزاء مختلفة. يفصل بينهم طبقة من أنسجة ضامة. ولكل طبقة من الثلاث طبقات إمداد دموي وعصبي منفصل عن الآخر. ولكل منها أيضا العضلات الخاصة بها. ويعتبر عظم الفخذ هو مركز الأجزاء الثلاث
- جزء الفخذ الطرفي
- جزء الفخذ الأمامي
- جزء الفخذ الخلفي

## عضلات الفخذ

### عضلات الناحية الخلفية للفخذ
تضم عضلات هذه الناحية ثلاث عضلات تتوضع في مستويين: 
- المستوى السطحي: العضلة ذات الرأسين الفخذية والعضلة نصف الوترية.
- المستوى العميق: العضلة نصف الغشائية.

العضلة ذات الرأسين الفخذية:
تقع في الجهة الخلفية الوحشية للفخذ. تنشأ برأسين: الرأس الطويل من الحدبة الإسكية من خلال وتر مشترك مع العضلة نصف الوترية، والرأس القصير من الشفة الوحشية للخط الخشن لعظم الفخذ ومن العرف العظمي فوق اللقمة الوحشي للفخذ. ترتكز العضل ذات الرأسين الفخذية على الناتئ الإبري لعظم الشظية من خلال وتر مشترك، ويتعصب رأسها الطويل من الجزء الظنبوبي للعصب الوركي ورأسها القصير من الجزء الشظوي للعصب الوركي.
العضلة نصف الوترية:
تقع في الجهة الخلفية الأنسية للفخذ على الجانب الأنسي للعضلة ذات الرأسين الفخذية. تنشأ من الحدبة الأسكية بوتر مشترك مع الرأس الطويل لذات الرأسين الفخذية. وترتكز من خلال وتر طويل ورفيع على الجزء العلوي الأنسي لعظم الظنبوب. تتعصب العضلة نصف الوترية بالجزء الظنبوبي للعصب الوركي.
العضلة نصف الغشائية:
تنشأ من الجزء الوحشي للوجه الخلفي للحدبة الأسكية، يمر وترها خلف اللقمة الأنسية لعظم الفخذ، وترتكز بثلاث حزم عضلية: وتر مباشر يرتكز على الوجه الخلفي للقمة الأنسية لعظم الظنبوب ووتر منعكس يتجه للأمام حيث يمر في ثلم موجود على قمة عظم الظنبوب ويرتكز على نهايته الأمامية ووتر راجع يرتكز على لقمة الفخذ الوحشية. تتعصب العضلة نصف الغشائية من الجزء الظنبوبي للعصب الوركي.
عمل عضلات الناحية الخلفية للفخذ:
- بسط الفخذ أثناء المشي.
- قبض الساق أثناء المشي.
- بسط الجذع عندما يكون الفخذ والساق ثابتان.
- تدير الساق نحو الأنسي عند مفصل الركبة.

### عضلات الناحية الأمامية للفخذ
تتألف عضلات الناحية الأمامية للفخذ من العضلة الحرقفية القطنية والعضلة مربعة الرؤوس الفخذية والعضلة الخياطية. 
العضلة الحرقفية القطنية:
تتألف من قسمين: قسم حرقفي عرضي وقسم قطني طولي.
ينشأ القسم الحرقفي من الحفرة الحرقفية ومن عظم العجز والأربطة المجاورة له ويرتكز على المدور الصغير لعظم الفخذ، أما القسم القطني فينشأ من النواتئ المستعرضة للفقرات من الصدرية الثانية عشرة إلى القطنية الخامسة، ويدخل خلف الرباط الإربي ويرتكز على المدور الصغير لعظم الفخذ. تتعصب هذه العضلة من الضفيرة القطنية والعصب الفخذي، ويكون عملها قبض رأس الفخذ وتدويره للوحشي.
العضلة مربعة الرؤوس الفخذية:
تتألف من أربعة رؤوس عضلية هي: المستقيمة الفخذية والمتسعة الوحشية والمتسعة الأنسية والمتسعة الوسطية، تجتمع هذه الأقسام الأربعة بوتر سميك مشترك يرتكز على عظم الظنبوب وتوجد عظمة الرضفة داخل هذا الوتر. مهمة العضلة مربعة الرؤوس الفخذية هي دعم مفصل الركبة وتثبيته.
العضلة الخياطية:
تنشأ من الشوكة الحرقفية الأمامية العلوية وترتكز على القسم العلوي لعظم الظنبوب. يعصبها العصب الفخذي، وعملها الرئيسي قابضة للفخذ وقابضة للساق.

## الإمداد الدموي

### الشريان الفخذى

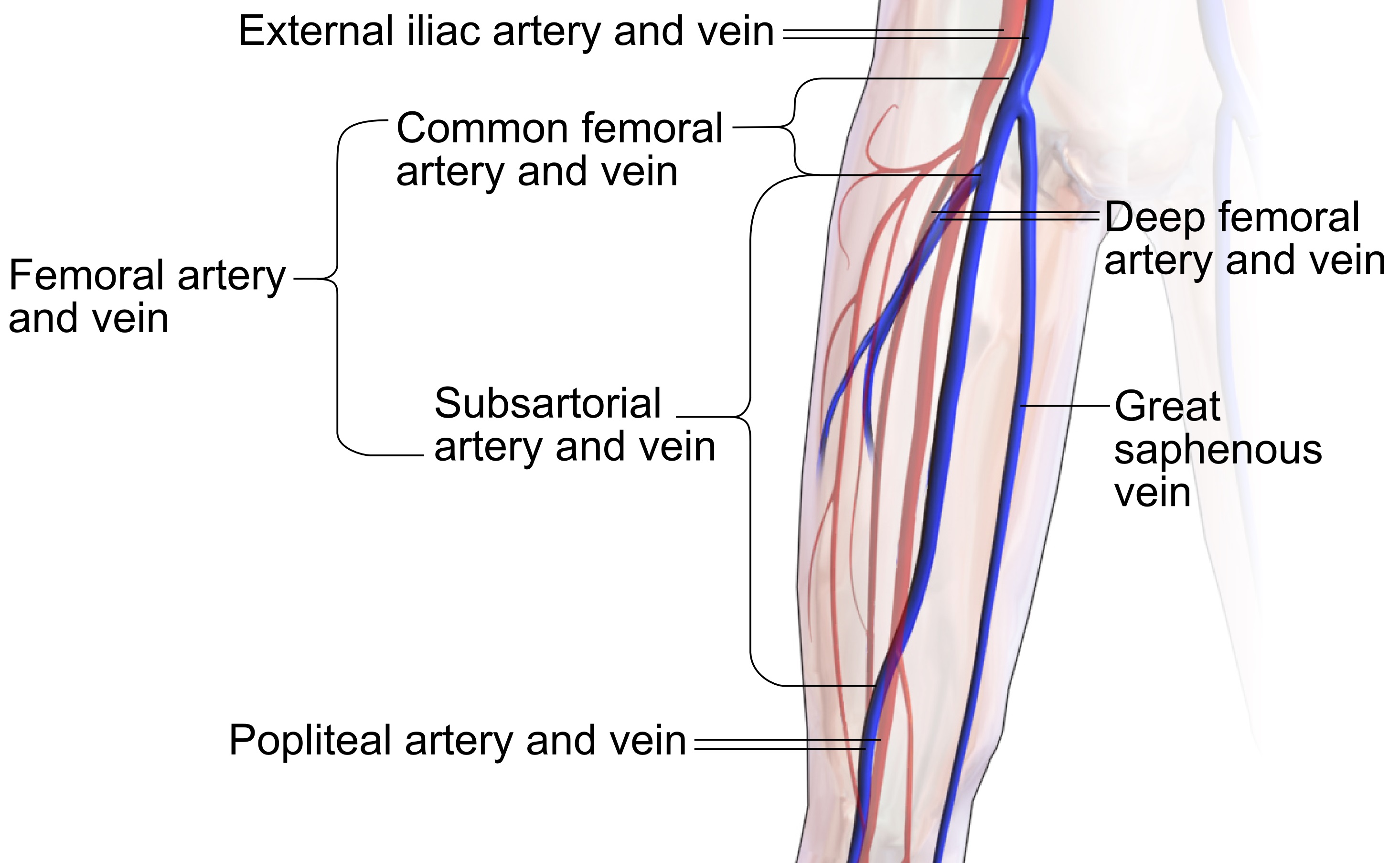
صورة توضيحية للشريان لموضع الشريان الفخذي

هو أكبر وأهم شريان ينقل الدم المؤكسج إلى الطرف السفلي بأكمله، كما يعطي عدة فروع في جميع أنحاء الفخد والتي تمد جلد منطقة الأعضاء التناسلية الإربية والخارجية وكذلك بعض عضلات الفخذ. وتشمل هذه الفروع:
- الشريان الشرسوفي السطحي
- الشريان الحرقفي المنعكس السطحي
- الشريان الفرجي السطحي الظاهر
- الشريان الفرجي الخارجي العميق
- الشريان الفخذي العميق
- الشريان الركبي النازل

بالإضافة للشريان الفخذي هناك العديد من الشرايين المهمة الأخرى التي تنتقل عبر الفخذ والورك
- الشرايين الألوية العلوية والسفلية

- الشريان السدادي

## الإمداد العصبي
تعد الأعصاب المهمة في الورك والفخذ كما يلي العصب الفخذي، العصب الصافن، العصب الجلدي الفخذي الجانبي الخلفي، العصب الوركي، العصب السدادي، والأعصاب الالوية العلوية والسفلية. وتعتبر الاعصاب الفخذية والوركية هي الأهم؛ لأنها المصدر الرئيسي لجميع أعصاب الأطراف السفلية اللاحقة.

### العصب الفخذي
ينشأ العصب الفخذي من الضفيرة القطنية ويزود عضلات مختلفة من الورك الأمامى والفخذ كالعضلة الحرقفية والعضلة الخياطية وعضلات الفخذ الرباعية، يعد العصب الصافن أكبر فرع ينشأ من العصب الفخذي حيث يمد جلد الجوانب الأمامية والإنسية للساق. تزود الأعصاب الجلدية الفخذية جلد الأسطح الخلفية والجانبية للفخذ، والسطح الخلفي للساق، وكذلك جلد العجان.
يمكن تتبع العصب مع فروعه تشريحياً كما يلي:
ينشأ العصب الفخذي من اتحاد الأعصاب القطنية الثاني والثالث والرابع ضمن البسواس والعضلة الحرقفية مستوراً بصفاقهما، ثم وراء القوس الفخذية ضمن صفاق البسواس الحرقفية المسمى بالشريط الحرقفي المشطي في وحشي الشريان الفخذي، ثم ينقسم إلى أربع شعب انتهائية وهي: العضلي الجلدي الوحشي، والعضلي الجلدي الأنسي، وعصب ذات الرؤوس الأربعة، والصافن الأنسي.

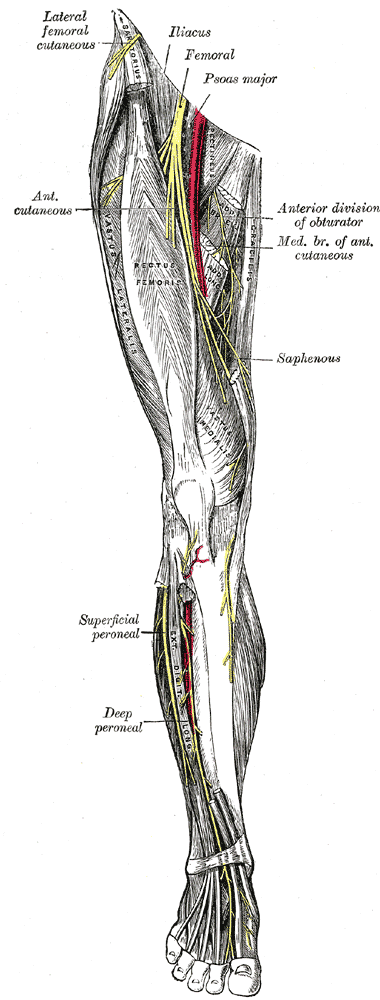
العصب الفخذي (بالانجليزية: femoral nerve)

### الشعب الجانبية
- شعب حرقفية: تتوزع في العضلة الحرقفية.
- شعب بسواسية: تتوزع في البسواس.
- شعبة الشريان الفخذي: ترافق الشريان الفخذي ثم تتوزع فبه.
- العصب الفخذي الجلدي الوحشي: ينزل وراء القوس الفخذية، ويتفاغر مع العصب الفخذي الجلدي ويتوزع في لحف الفخذ الأمامية الوحشية.

### عصب السادة الباطنة
ينشأ من العصب القطني العجزي ومن العصب العجزي الأول، ويخرج من الحوضة بواسطة الثلمة الوركية فيدور حول شوك الورك في وحشي العصب والعروق الاستحيائية الباطنة، ويدخل الحوضة من الثلمة الوركية الصغيرة وينتهي في الوجه الباطن من السادة الباطنة.

### العصب الألوي العلوي
ينشأ من الجذع القطني العجزي ومن الزوج العجزي الأول، ويخرج من الحوض مع الشريان الألوي بواسطة الثلمة الوركية الكبيرة سائراً إلى الأعلى والوحشي فوق العضلة الهرمية، ويسير في وحشي الشريان الألوي ما بين العضلتين الألويتين المتوسطة والصغيرة حيث ينقسم إلى شعبتين: شعبة علوية تتوزع في العضلتين الألويتين المتوسطة والصغيرة، وشعبة سفلية تنزل إلى العضلة ممدة اللفافة الفخذية فتعصبها.

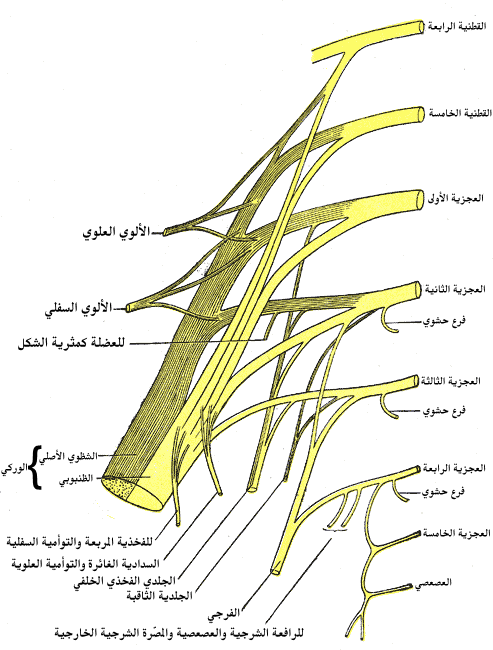
الضفيرة العجزية والأعصاب الناشئة منها. حيث نلاحظ العصب الألوي العلوي والسفلي، والعصب الوركي.

### عصب العضلة الهرمية
ينشأ من العجزي الثالث ويسير إلى الوحشي فيعصب العضلة الهرمية.

### عصب التوأمية العلوية
ينشأ من وجه الضفيرة الأمامي وينزل أمام العصب الوركي الكبير فيعصب التوأمية العلوية.

### عصب التوأمية السفلية والمربعة الفخذية
ينشأ من وجه الضفيرة الأمامي ويخرج من الحوض ماراً في أسفل الثلمة الوركية الكبيرة من وحشي السادة الباطنة، ثم ينزل أمام العصب الوركي الكبير وأمام التوأميتين والسادة الباطنة فيعطي خيوطاً لكل من التوأمية السفلية والمفصل الحرقفي الفخذي ثم يتوزع في العضلة المربعة الفخذية.

### العصب الوركي الصغير أو الألوي السفلي
ينشأ من الوجه الخلفي للضفيرة ويخرج من الحوض ماراً من أسفل الثلمة الوركية الكبيرة تحت العضلة الهرمية وفي أنسي العصب الوركي الكبير. وينقسم في الناحية الألوية إلى شعبتين: شعبة عضلية تعصب الألوية الكبيرة، وشعبة جلدية تنزل أمام الألوية الكبيرة في أنسي العصب الوركي الكبير، ثم خلف القطعة الطويلة من ذات الرأسين، ثم تنزل على الوجه الخلفي من الفخذ أمام صفاقه السطحي ما بين ذات الرأسين ووترية النصف، ثم تجتاز الحفرة المأبضية ما بين صفاقيها السطحي والعميق، ثم تثقب الصفاق السطحي في أعلى الساق وتسير في النسيج الخلوي تحت الجلد في منتصف وجه الساق الخلفي فتتوزع في الجلد وتتفاغر مع العصب الصافن الوحشي. تعطي هذه الشعبة شعباً جانبية تتوزع في لحف أسفل الناحية الألوية وجلد العجان والصفن (أو الشفرين الكبيرين) ولحف وجه الفخذ الخلفي والحفرة المأبضية.

### العصب الوركي الكبير
ينشأ العصب الوركي وهو أطول عصب منفرد ومستمر في الجسم كله من الضفيرة العجزية، ويسافر على طول الطريق إلى أسفل الجانب الخلفي للطرف السفلي. يغذي العصب الوركي جلد الساق بالكامل وعضلات الفخذ الخلفية وعضلات الساق والقدم، بينما يغذي العصب السدادي العضلات المقربة وكذلك الجلد على الجانب الإنسي من الفخذ، وتغذى الأعصاب الألوية العضلات الألوية الثلاثة الكبرى والوسطى والصغرى.
يمكن تتبع العصب مع فروعه تشريحياً كما يلي:
ينشأ من اتحاد الأعصاب (القطنين الرابع والخامس والعجزية الثلاثة الأولى)، ويخرج من الحوض ماراً في الثلمة الوركية الكبيرة في أسفل العضلة الهرمية وفي وحشي العروق الوركية والاستحيائية الباطنة والعصب الاستحيائي الباطن أمام العصب الوركي الصغير. ثم ينزل في الناحية الألوية ما بين الحدبة الوركية والمدور الكبير مرافقاً الشريان الوركي والشعبة الجلدية من العصب الوركي الصغير أمام العضلة الألوية الكبيرة وخلف العضلات التوأميتين والسادتين والمربعة الفخذية.
ينزل في الفخذ وراء ارتكازات العضلة المقربة الكبيرة والقطعة القصيرة من ذات الرأسين وأمام القطعة الطويلة من ذات الرأسين ثم أمام صفاق يصل ما بين ذات الرأسين وغشائية النصف. وعندما يصل إلى الحفرة المأبضية ينقسم إلى شعبتين انتهائيتين هما: العصب الشظوي المشترك والعصب الظنبوي.

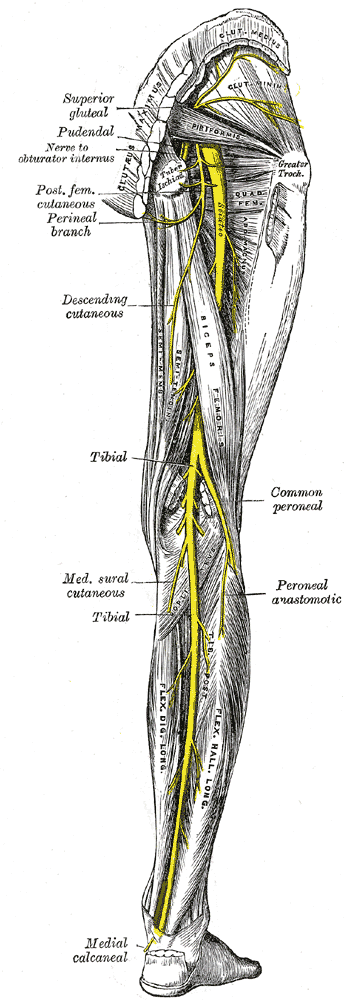
مسار العصب الوركي الكبير خلف الفخذ حيث نلاحظ عند انتهائه في الحفرة المأبضية ينقسم إلى عصب شظوي مشترك والعصب الظنبوي

## الحقن العضلي في الفخذ
يمكن استخدام الفخذ بالتحديد العضلة المتسعة الوحشية في الفخذ عندما لا تتوفر مواقع الحقن العضلي الأخرى كالعضلة الدالية في الذراع أو إذا كنت بحاجة إلى إعطاء الدواء بنفسك. قسم الفخذ العلوي إلى ثلاثة أجزاء متساوية، حدد موقع منتصف هذه الأقسام الثلاثة حيث يجب أن ينتقل الحقن إلى الجزء العلوي الخارجي من هذا القسم.

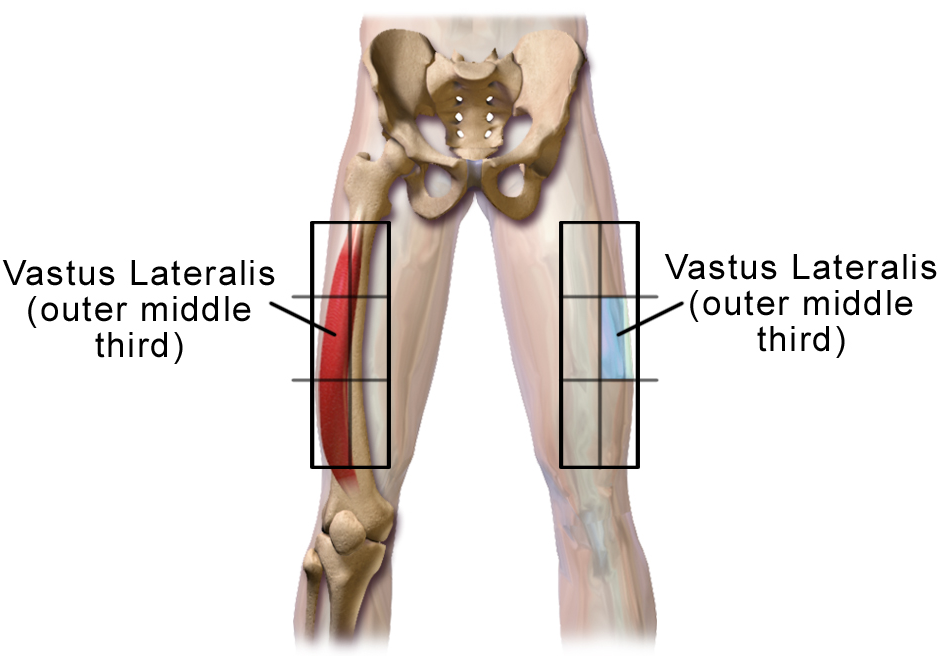
صورة توضح موضع الحقن العضلى في الفخذ

## آلام أعلى الفخذ
هناك العديد من الحالات التي قد تساهم في ألم الفخذ العلوي وتتضمن ألم الفخذ المذلي، الجلطة الدموية أوتجلط الأوردة العميقة، الاعتلال العصبي السكري، متلازمة ألم المدور الكبير، وإجهاد العضلات.يمكن أن تتراوح آلام أعلى الفخذ من وجع خفيف إلى إحساس حاد بالنيران. قد يكون مصحوبًا أيضًا بأعراض أخرى بما في ذلك: الحكة، النخز، الاخدرار، الشعور بالحرقة، وصعوبة المشي. عندما يأتي الألم فجأة، وبدون سبب واضح، أو لا توجد استجابة للعلاجات المنزلية مثل الثلج والحرارة والراحة، يجب طلب المساعدة الطبية.

## عظم الفخذ
عظم الفخذ هي أطول وأقوى عظمة في جسم الإنسان. يصل طولها إلي 48 سنتيمتر وقطر يصل إلى 2.34 سنتيمتر وتتحمل حتي 30 مرة قدر وزن الإنسان. ويعزي قوة العظمة نتيجة لتكون جزء كبير منها من الخلايا العظمية المضغوطة أو الكثيفة. ويوجد بعظمة الفخذ مفصلين، مفصل الكرة والفراغ الكأسي مع الحوض، و‌مفصل رزي عند الركبة.
يتكون عظم الفخذ من جسم ونهايتان:

1. الجسم: يتقعر للخلف ويشبه الموشور المثلث وله ثلاثة وجوه: أحدهما أمامي والأخران خلفيان جانبيان وحشي وأنسي وله ثلاث حواف.
2. النهاية العلوية: تحتوي على بارزة مفصلية تسمى رأس الفخذ، وعلى بارزتين مشنجتين هما المدور الكبير والمدور الصغير، وعلى قطعة اسطوانية تسمى العنق الذي يربط رأس الفخذ بالمدورين وبجسم الفخذ.
3. النهاية السفلية: هي نهاية ضخمة تمتد عرضاً أكثر من امتدادها الأمامي الخلفي، وتقسم إلى شامختين مفصليتين جانبيتين تسميان اللقمتين (بالإنجليزية: femoral condyles)، تفترق احداهما عن الأخرى من الخلف بانخفاض عميق يسمى الثلمة بين اللقمتين.

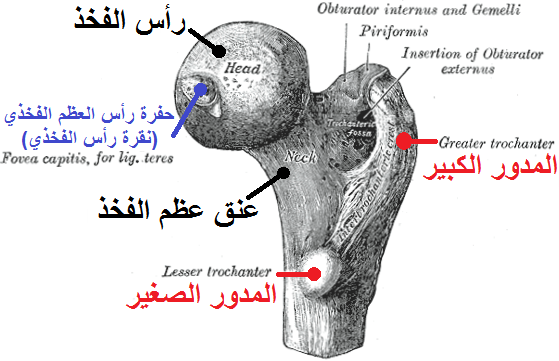
النهاية العلوية لعظم الفخذ حيث يظهر رأس وعنق الفخذ، والمدور الكبير والصغير.

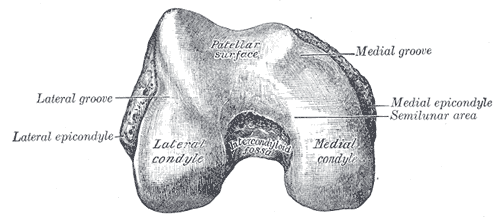
النهاية السفلية لعظم الفخذ حيث تظهر اللقمتين والثلمة بينهما.

## ضعف عضلات الفخذ
يؤدي ضعف عضلات الفخذ والحوض أحيانا إلي ظهور علامة جاور أثناء الفحص الطبي

## رسومات توضيحية للفخذ وعضلاته

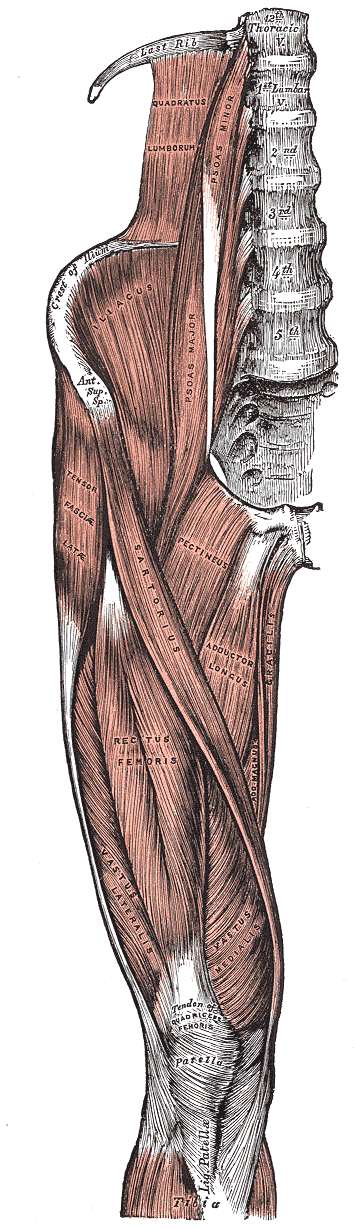
عضلات الفخذ الأمامية، نقلا عن كتاب غرايز أناتومي
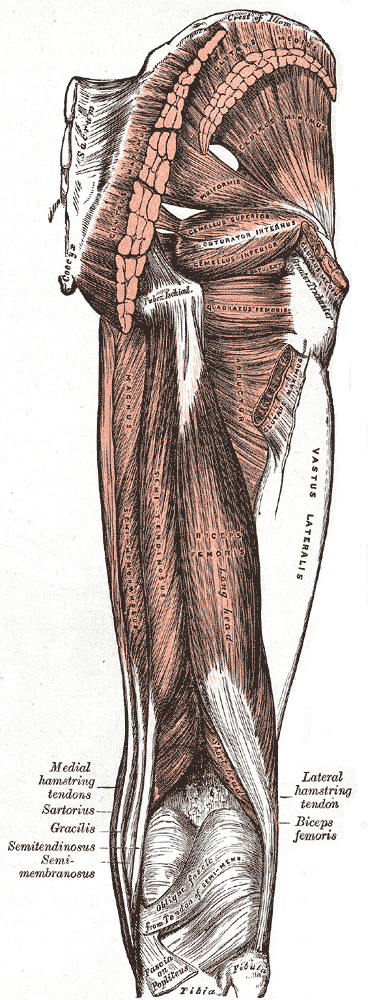
عضلات الفخذ الخلفية، نقلا عن كتاب غرايز أناتومي
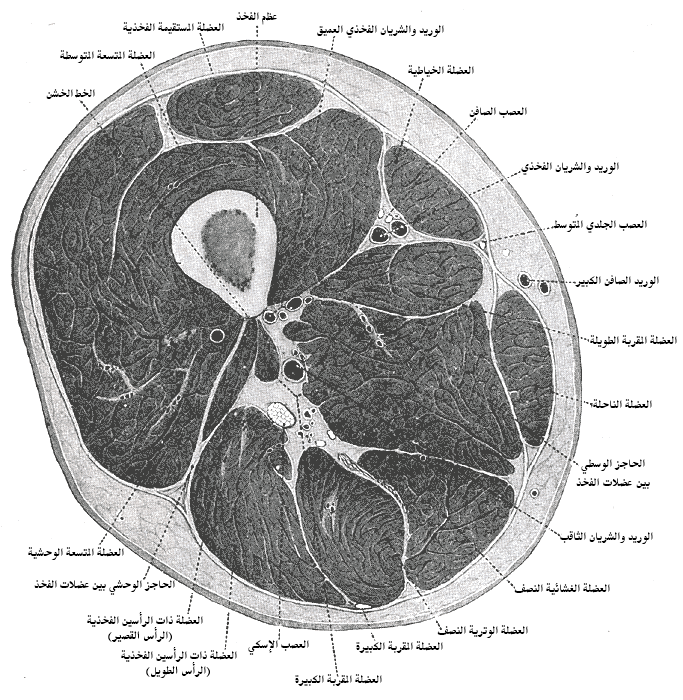
مقطع عرضي عبر الفخذ